# Катарина Баварска
Катарина Баварска (на немски: Katharina von Bayern; * 1360, Хага; † 1402) от династията Вителсбахи, е баварска принцеса и чрез женитба херцогиня на Херцогство Гелдерн и Херцогство Юлих.

## Живот
Тя е най-голямата дъщеря на Албрехт I (1336 – 1404), херцог на Щраубинг-Холандия, и първата му съпруга Маргарета от Лигнитц-Бриг († 1386).
Катарина е омъжена през 1379 г. за херцог Вилхелм фон Юлих-Гелдерн (1364 – 1402) от Дом Юлих-Хенгебах, син на Вилхелм II от Юлих († 1393) и внук на херцог Вилхелм I фон Юлих.
Нейният съпруг е херцог на Гелдерн и от 1393 г. като Вилхелм III херцог на Юлих. Бракът остава бездетен.
Катарина е член на Ордена на жартиерата. Умира на 42-годишна възраст и е погребана със съпруга си в манастира Монкхузен, северно от Арнем.